# Église Saint-Mathurin du Vigen
L'église Saint-Maturin est une église catholique située au Vigen, en France dans le département de la Haute-Vienne.

## Historique
L'église est dédié à Mathurin de Larchant. Elle a été construite en deux étapes, au début du XIIe siècle nef, transept et cœur, puis au siècle suivant le clocher-mur à deux étages. Dans les années 1980 l'extérieur du bâtiment a été rénové.
L'édifice est classé au titre des monuments historiques en 1912.

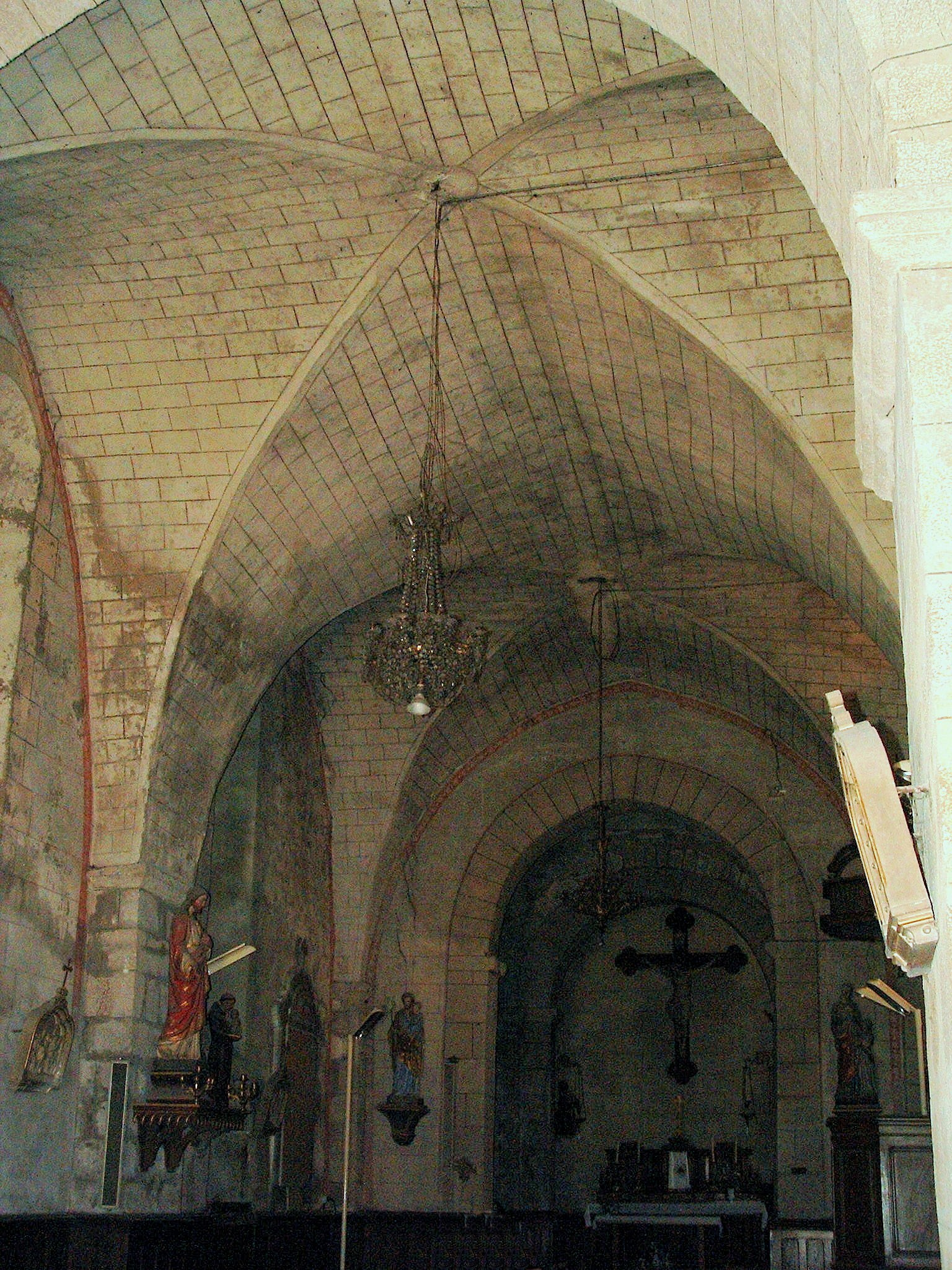
L'intérieur de l'église
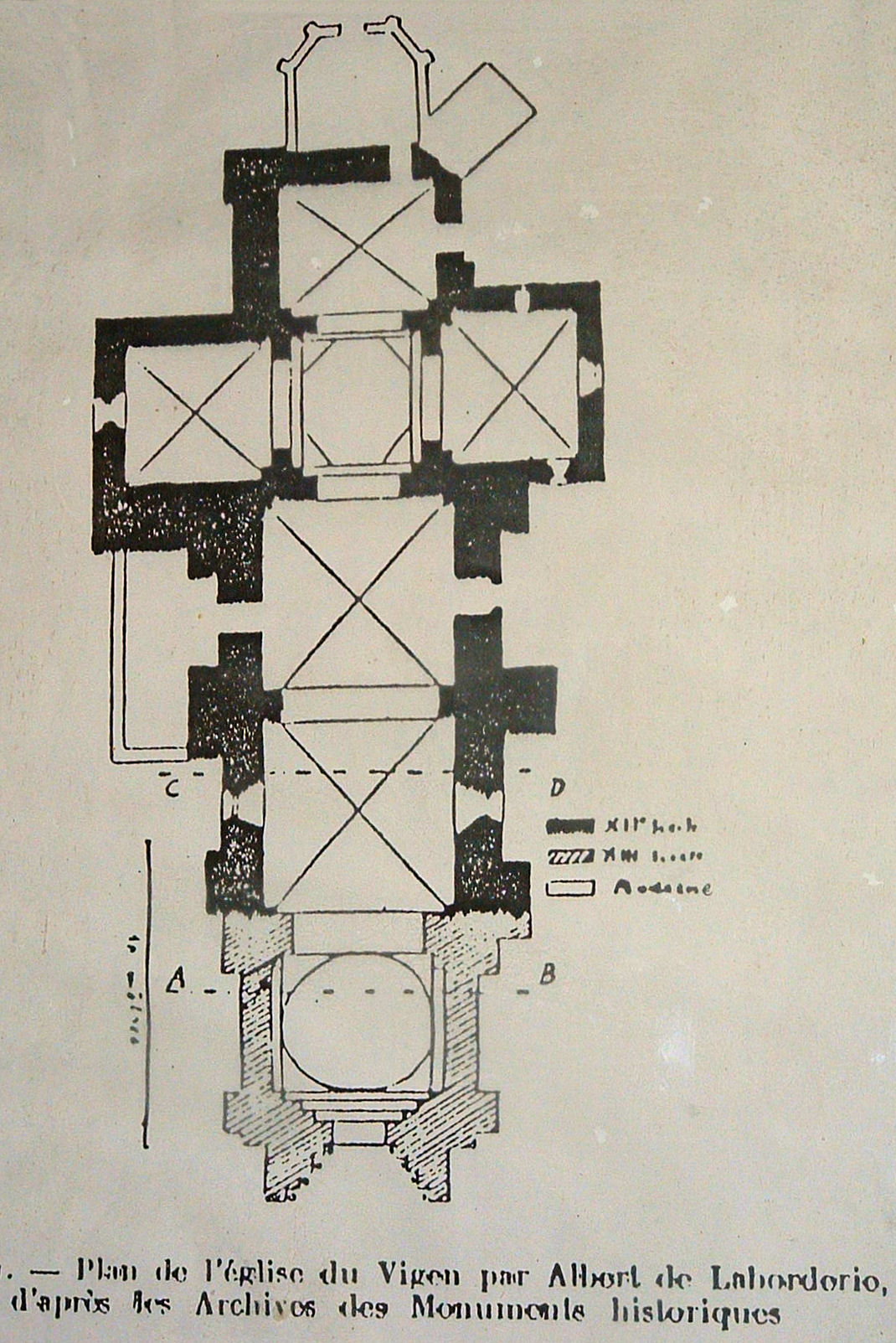
Plan de l'église